# Oedignatha aleipata
Espèce
Synonymes
- Storena aleipata Marples, 1955

Oedignatha aleipata est une espèce d'araignées aranéomorphes de la famille des Liocranidae.

## Distribution
Cette espèce est endémique des Samoa. Elle se rencontre sur Upolu et Manono.

## Description
La femelle holotype mesure 2,76 mm.

## Étymologie
Son nom d'espèce lui a été donné en référence au lieu de sa découverte, Aleipata.

## Publication originale
- Marples, 1955 :  Spiders from western Samoa. Journal of the Linnean Society of London, Zoology, vol. 42, p. 453-504.